# プラハ経済大学

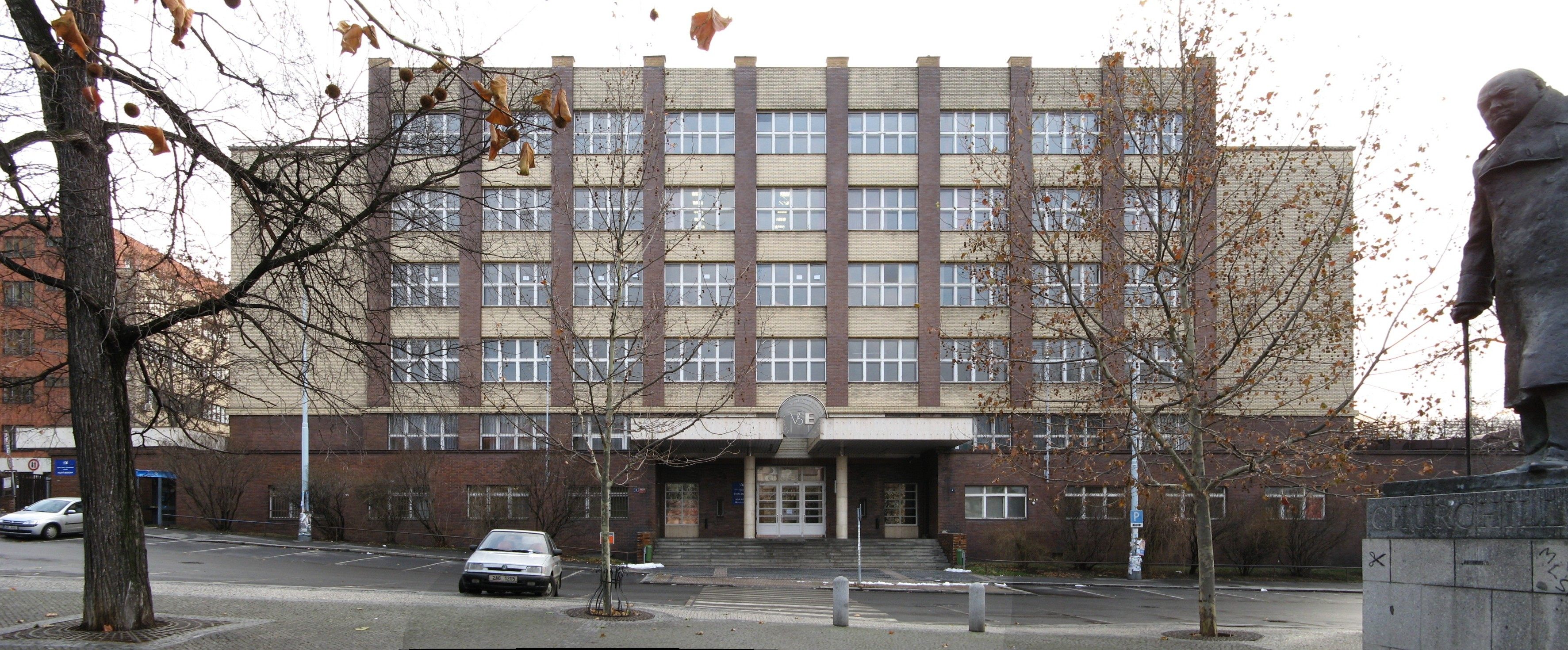
プラハ・ジシュコフに立つ旧館の入口

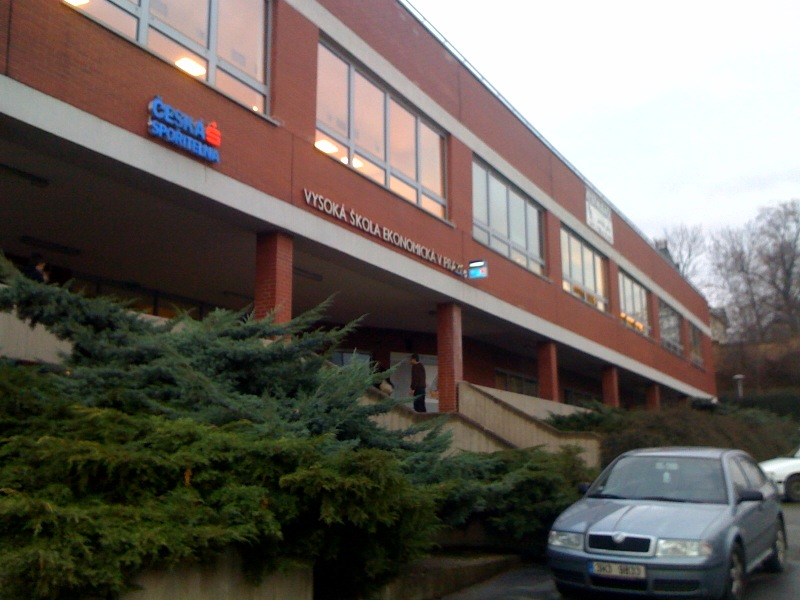
Main entrance to the new building of the University プラハ・ジシュコフに立つ新館の入口

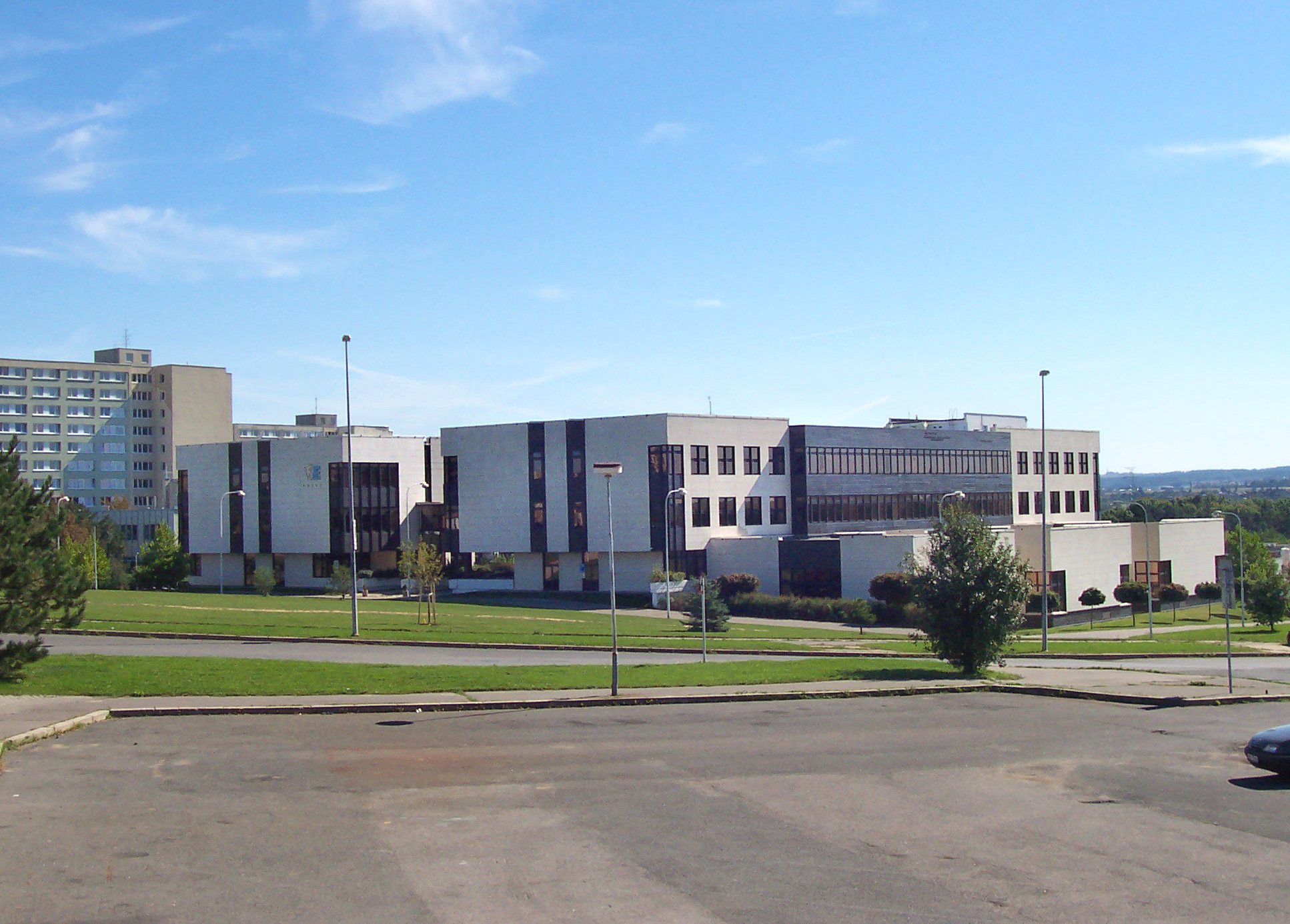
2番目に大きな規模を持つクンラティツェのキャンパス

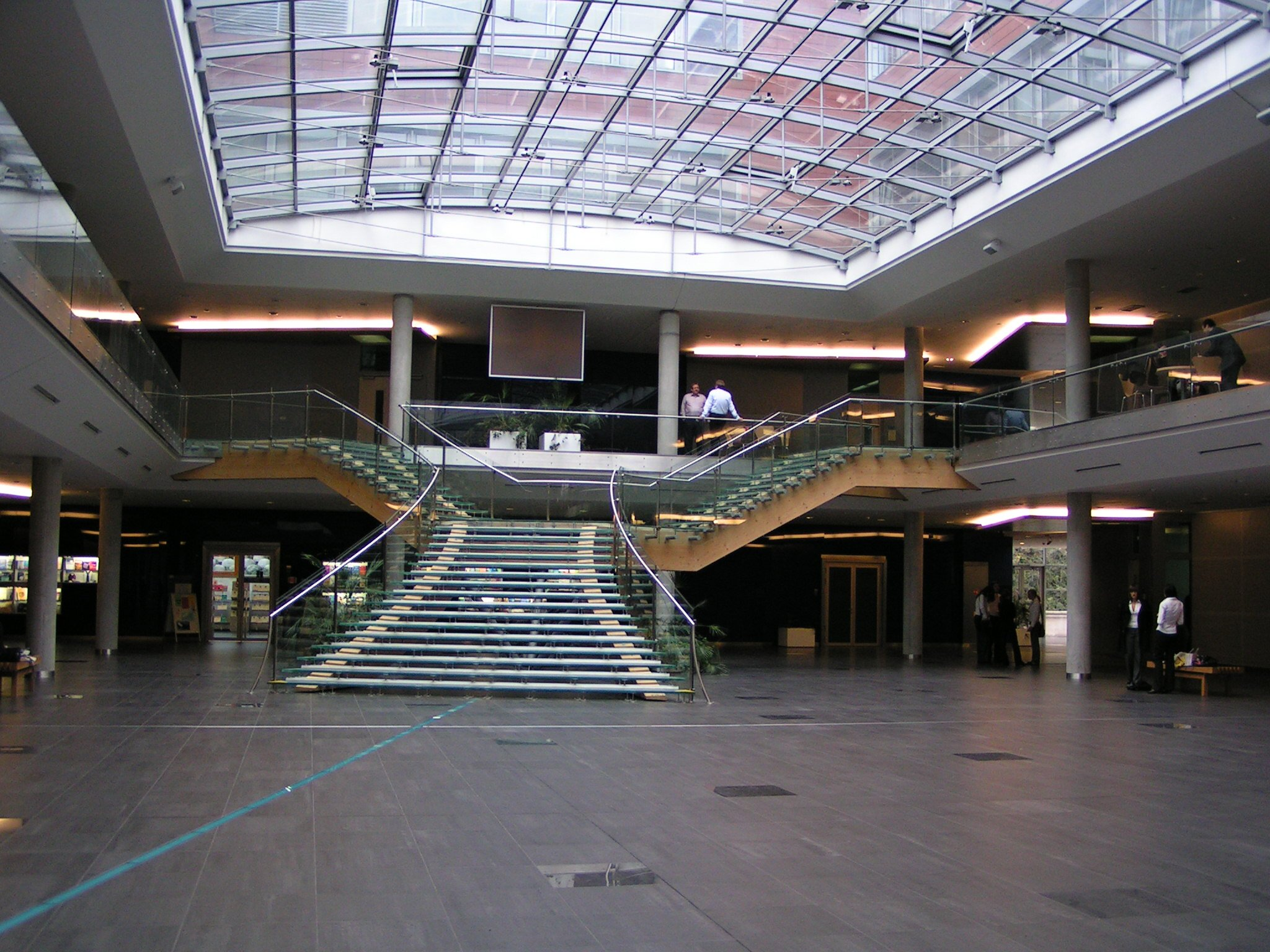
ジシュコフにある Rajská と呼ばれる最も新しいキャンパスの内装

プラハ経済大学 (チェコ語: Vysoká škola ekonomická v Praze, 略称 VŠE, 英語名 University of Economics, Prague)はチェコ共和国に位置する社会科学、ビジネス系の国立大学。経済学、ビジネス、情報技術の分野では国内最大の大学である。

## 概要
1919年に設立されたチェコ共和国首都のプラハに位置するビジネススクール。学部、修士課程、博士課程合わせておよそ20,000人の学生が在籍する。Eduniversal Rankingでは中欧最高のビジネススクールと評価されている。

## MBAプログラム
MBA（経営学修士）について、以下のコースが存在する。
- Executive International MBA：18ヶ月の管理職向けパートタイムMBAコース。講義は英語で行う。[2]
- MBA - MAE：講義はチェコ語及びフランス語で行う。[3]

## 修士課程
英語で講義するコースとしては以下が存在する。
- International Business - Central European Business Realities
- CEMS MIM Programme
- Economics of Globalisation and European Integration
- Finance and Accounting
- Information Systems Management
- International and Diplomatic Studies
- Quantitative Economic Analysis

## 学士課程
英語で講義するコースとしては以下が存在する。
- Bachelor of Business Administration
- Bachelor of Economics
- Bachelor of International Business

## 学部
以下の学部が設置されている。
- Faculty of Finance and Accounting(FFA) (Fakulta financí a účetnictví)
- School of International Relations(FIR) (Fakulta mezinárodních vztahů)
- Faculty of Business Administration(FBA) (Fakulta podnikohospodářská)
- Faculty of Informatics and Statistics(FIS) (Fakulta informatiky a statistiky)
- Faculty of Economics(FEPA) (Národohospodářská fakulta)
- Faculty of Management(FM) (Fakulta managementu v Jindřichově Hradci)

## 提携校
プラハ経済大学は1999年からPartnership in International Management（PIM）のメンバー校であり、世界各国のビジネススクールと積極的に交換留学を実施している。PIMはHEC経営大学院、ニューヨーク大学、ロンドン・ビジネス・スクールの３校が協力して1973年に発足したビジネススクールの国際組織であり、現在では50校以上が加盟している。

## 著名な出身者
- ヤン・フィシェル - チェコ共和国の財務大臣、元総理大臣
- ズデニェク・トゥーマ - 元 チェコ国立銀行総裁 (2000–2010)、政治家
- ヴァーツラフ・クラウス - 元 チェコ共和国大統領 (2003-2013)、元 市民民主党党首、元総理大臣
- ヨゼフ・トショフスキー - 元 総理大臣 (1997–1998), 元 チェコ国立銀行総裁 (1989–1992、1993–2000)
- ミロシュ・ゼマン - 元 チェコ共和国総理大臣 1998-2002、現職の チェコ共和国大統領 (2013-2018)
- イジー・パロウベク - 元 チェコ共和国総理大臣 (2005–2006)、元チェコ社会民主党党首
- イジー・ルスノク - 政治家,エコノミスト。 現職の チェコ共和国首相、元財務大臣、元通産大臣